# Urnierengang
Der Urnierengang (lateinisch Ductus mesonephricus) ist neben dem Müller-Gang (lateinisch Ductus paramesonephricus) eine jener embryonalen Genitalanlagen, die bei beiden Geschlechtern vorhanden sind, und spielt bei der Geschlechtsdifferenzierung eine wichtige Rolle. Der Urnierengang wird auch als primärer Harnleiter oder Wolff-Gang – nach dem deutschen Anatomen Caspar Friedrich Wolff (1733–1794) – bezeichnet. Der Urnierengang war bereits der Ausführungsgang der ersten embryonalen Nierengeneration (Vorniere) der Amnioten und wird von der zweiten Nierenanlage, der Urniere, übernommen.
Bei beiden Geschlechtern entstehen aus einer Aussackung (Ureterknospe) des Urnierengangs nahe seiner Mündung in den Sinus urogenitalis auch die ableitenden Harnwege.
Bei den Amphibien ist der Urnierengang der definitive Ausführungsgang der (Ur-)Niere, bei den männlichen Tieren dient er gleichzeitig dem Urin- und Samentransport.

## Männliche Sexualdifferenzierung
Aus dem Urnierengang entsteht im Rahmen der normalen männlichen Sexualdifferenzierung der Hauptausführungsgang des Hodens, der Samenleiter (Ductus deferens), das Samenbläschen sowie der durch die Prostata ziehende Ductus ejaculatorius als Endabschnitt des Ductus deferens. Der oberste Anteil – der kranial (schädelwärts) gelegene Abschnitt des Urnierengangs – wird zu einem Anhängsel des Nebenhodens, der Appendix epididymidis. Der ebenfalls aus dem Urnierengang entstehende Nebenhoden enthält auch Anteile der Urniere.
Die Prostata ist wie die Bulbourethraldrüsen ein Abkömmling des Sinus urogenitalis.

## Weibliche Sexualdifferenzierung

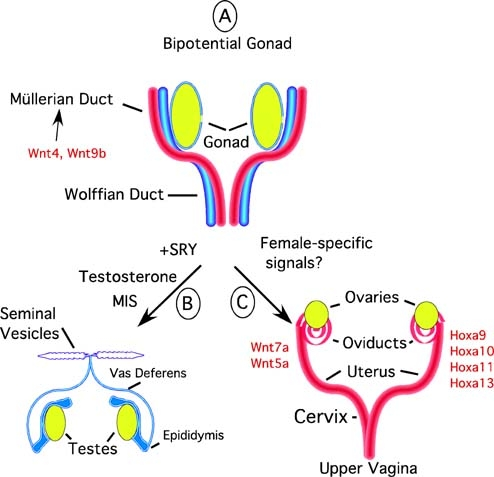
A. Vor der embryonalen Differenzierung, die Gonaden und der Reproduktionskanal (Wolffsche Gang = blau and Müllersche Gang = rot) B. Durch die Genprodukte des Y-Chromosoms, erfolgt eine Differenzierung zu Hoden, die mittels des Anti-Müller-Hormon, die Involution des Müllerschen Ganges einleiten. Durch die Testosteronproduktion schreitet die Entwicklung des Wolffschen Ganges fort. C. In Abwesenheit des Hoden-determinierender Faktors, entwickeln sich die Ovarien und der Wolffsche Gang degeneriert, während die Derivate des Müllerschen Ganges sich auffalten.

Im Rahmen der weiblichen Sexualdifferenzierung verschwindet der Urnierengang bis auf wenige Überreste vollständig. Manchmal kann ein kleiner Bereich des unteren Abschnitts erhalten bleiben, der als Gartner-Gang (nach Hermann Treschow Gartner, 1785–1827, Anatom, Kopenhagen) bezeichnet wird. Aus diesem Rudiment kann sich eine sogenannte Gartner-Zyste in der Scheidenwand entwickeln.

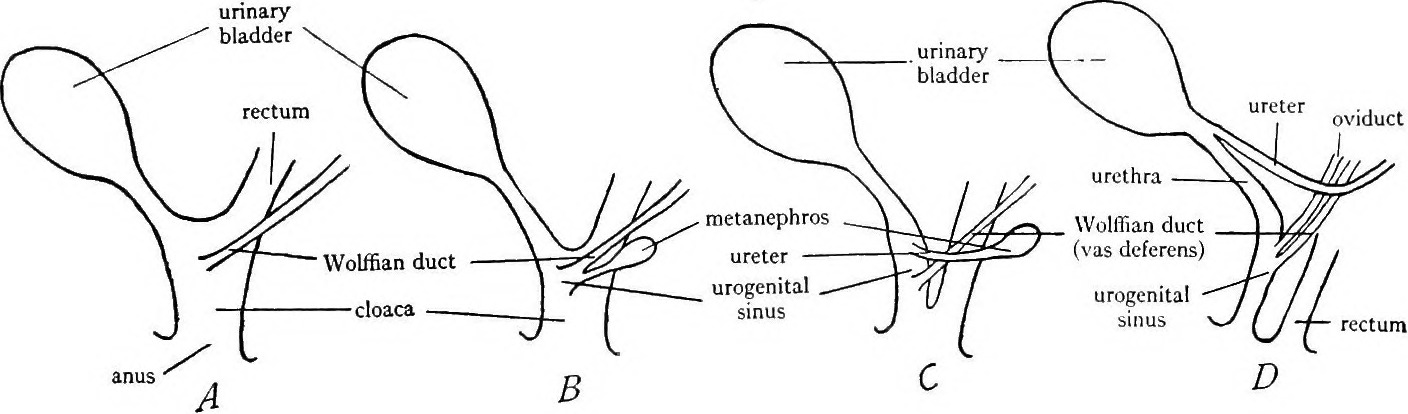
Die Kloake und der Wolffsche Gang der Wirbeltierentwicklung. A: frühes embryonales Stadium, zeigt die Kloake, welche den Inhalt der Harnblase, des Rektums aufnimmt und Anschluss an den Wolffschen Gang findet. Diese Verhältnisse finden sich bei niederen Vertebraten B: späteres Stadium, zeigt den Beginn der Differenzierung in eine ventralen Sinus urogenitalis, welcher den Inhalt der Harnblase und des Wolffschen Ganges aufnimmt und den dorsalen Teil, welches das Rektum abbildet. C: im weiteren Verlauf, differenziert sich die Kloake, der Sinus urogentalis und das Rektum; der Ureter trennt sich vom Wolffschen Gang. D: Komplette Differenzierung.

## Entwicklungsstörungen
Im Rahmen einer sogenannten kompletten Androgenresistenz (testikuläre Feminisierung) können fetale Androgene durch einen genetischen Defekt des Androgenrezeptors ihre Wirkung nicht entfalten. Da der Wolff-Gang zu seinem Erhalt Androgene (Testosteron) benötigt, bildet er sich unter diesen Voraussetzungen spontan zurück. Da sich unter dem Einfluss des Anti-Müller-Hormons auch die (für die weibliche Geschlechtsdifferenzierung notwendigen) Müller-Gänge zurückbilden, kommt es – bis auf die im Körper verbleibenden Hoden – zu keiner Ausbildung der inneren Geschlechtsorgane (Gebärmutter und Scheide bzw. Nebenhoden und Samengänge).